# Eva Longoria
Eva Jacqueline Longoria (Corpus Christi, Texas, 15 de março de 1975) é uma atriz, produtora e empresária norte-americana.

## Carreira
Apesar de ser de origem mexicana (tejano), os ancestrais de Eva Longoria se mudaram para o atual estado americano do Texas antes mesmo de ele ser incorporado aos Estados Unidos. Ela conseguiu traçar sua ancestralidade até à região de Astúrias, na Espanha. Um estudo genético feito por um programa de televisão também sugere que ela tenha ascendência indígena e um pouco de africana. De acordo com esse estudo, a ancestralidade de Longoria é 70% europeia, 27% ameríndia e 3% africana. Eva foi considerada pela revista "People en Español" como uma das 25 pessoas mais bonitas do planeta e pela revista Maxim, na primeira posição, entre as estrelas femininas mais sexys do mundo.
Eva começou a ganhar destaque quando fez o papel de Isabella Brana Williams na novela The Young and the Restless entre 2001 e 2003. Após sua saída da novela, entrou para a série de televisão e de rádio L.A. Dragnet, que acabou por ser cancelada.
Em 2004, Eva viveu Gabrielle Solis, na série de televisão Desperate Housewives (Donas de Casa Desesperadas, em português) exibida pela Rede ABC entre 2004 e 2012. Enquanto esteve na série, a atriz foi indicada a diversas premiações, vencendo na categoria Atriz Favorita (People's Choice Awards) e Melhor Atriz de TV (Teen Choice Awards).
Em 2005, foi contratada pela L´Oréal para protagonizar a sua mais recente campanha publicitária. E em 2006 fez uma participação no clipe da música "A Public Affair" da cantora Jessica Simpson.
Em 2009, fez um participação no clipe Desde Cuándo do cantor espanhol Alejandro Sanz.
Em 2010, apresentou o MTV Europe Music Awards, sendo a terceira mulher na história do festival a apresentar a premiação (a primeira foi a cantora Christina Aguilera em 2003 e a segunda Katy Perry nos anos de 2008 e em 2009).
Em 16 de abril de 2018, Eva ganhou uma estrela na Calçada da Fama, em Hollywood.

## Filmografia
| Ano        | Título                            | Papel                    | Notas |
| ---------- | --------------------------------- | ------------------------ | --- |
| 2000       | Beverly Hills, 90210              | Comissaria de Bordo #3   | Episódio: "I Will Be Your Father Figure"                                                                                     |
| 2000       | General Hospital                  | Brenda Barrett Lookalike | 1 episódio |
| 2001- 2003 | The Young and the Restless        | Isabella Brana           | Elenco Principal (148 episódios)                                                                                             |
| 2003- 2004 | Dragnet                           | Gloria Duran             | Elenco Principal (10 episódios)                                                                                              |
| 2004       | The Dead Will Tell                | Jeanie                   | Filme de Televisão |
| 2004- 2012 | Desperate Housewives              | Gabrielle Solis          | Elenco Principal (180 episódios)                                                                                             |
| 2005       | Saturday Night Live               | Ela Mesma                | |
| 2006       | George Lopez                      | Brooke                   | Episódio: "George Vows to Make Some MMatri-Money"                                                                            |
| 2008       | Childrens Hospital                | The New Chef             | 1 episódio |
| 2013       | Welcome to the Family             | Ana Nunez                | |
| 2013       | The Simpsons                      | Isabel Gutierrez         | 1 episódio (voz) |
| 2013       | Mother Up!                        | Rudi Wilson              | 13 episódios (voz) |
| 2014- 2015 | Brooklyn Nine-Nine                | Sophia Perez             | 4 episódios |
| 2015- 2016 | Telenovela                        | Ana Sofia Calderón       | Elenco Recorrentes (11 episódios)                                                                                            |
| 2016       | Lip Sync Battle                   | Ela Mesma                | Episódio: "Channing Tatum vs. Jenna Dewan-Tatum" & "Eva Longoria vs. Hayden Panettiere" "Eva Longoria vs. Hayden Panettiere" |
| 2016       | Devious Maids                     |                          | Episódio: "Once More Unto the Bleach"                                                                                        |
| 2016       | Maya & Marty                      | Vários Personagens       | 2 episódios |
| 2017       | Decline and Fall                  | Margot Beste-Chetwynde   | Miniserie |
| 2017       | Empire                            | Charlotte Frost          | 3 episódios |
| 2018       | Jane The Virgin                   | Ela Mesma                | 1 episódio |
| 2018       | BoJack Horseman                   | Mãe de Yolanda           | 1 episódio (voz) |
| 2019       | Grand Hotel                       | Beatriz Mendoza          | 3 episódios |
| 2020       | Flipped                           | Fidelia                  | 2 episódio |
| 2020       | Game On: A Crossover Comedy Event | Gia                      | Episódio: "Ashley Garcia - Pasadena 2020"                                                                                    |

### Cinema
- O Poderoso Chefinho 2: Negócios de Família (2021) como Carol Templeton
- Rita Moreno: Just a Girl Who Decided to Go fo It (2021) como Ela Mesma
- Sylvie's Love (2020) como Carmen
- Dora e a Cidade Perdida (2019) como Elena Marquez
- Dog Days (2018) como Grace
- Overboard (2018)
- Visions (2016)
- Frontera (2014)
- Without Men (2011)
- Over Her Dead Body (2008)
- Foodfight! (2008)
- The Heartbreak Kid (2007)
- The Sentinel (2006)
- Harsh Times (2006)
- Carlita's Secret (2004)
- Señorita Justice (2004)
- Snitch'd (2001)

## Vida pessoal
Foi casada com o ator Tyler Christopher de 2002 a 2004. Anos depois, em 2007, Eva se casou com o jogador de basquete Tony Parker. Após 3 anos de matrimônio, em 18 de novembro de 2010, Eva Longoria apresentou, em Los Angeles, por meio de seus advogados, o pedido de divórcio. A separação seria motivada por um caso entre Parker e a mulher de um jogador do San Antonio Spurs. Em 21 de maio de 2016, casou-se com José Bastón, presidente do grupo de media mexicana Televisa. Em 2016, apoiou a candidata democrata Hillary Clinton para a presidência dos Estados Unidos contra o republicano Donald Trump.
Em 16 de junho de 2018 nasce Santiago Enrique, primeiro filho de Eva e quinto de Bastón, em Los Angeles, onde vivem atualmente.